# Swinton O. Scott III
Swinton O. Scott III es un director de animación, principalmente reconocido por su trabajo en la serie de dibujos animados Los Simpson. También dirigió cuatro episodios de Futurama y uno de Padre de familia.

## Créditos como director

### Episodios deLos Simpson
Ha dirigido los siguientes episodios:
Sexta temporada
- «And Maggie Makes Three»
- «The PTA Disbands»

Séptima temporada
- «Bart on the Road»

Novena temporada
- «Realty Bites»
- «The Trouble with Trillions»

Décima temporada
- «Mayored to the Mob»
- «Maximum Homerdrive»

### Episodios deFuturama
- «Bendless Love»
- «A Leela of Her Own»
- «Jurassic Bark»
- «Three Hundred Big Boys»

### Episodio dePadre de familia
- «If I'm Dyin', I'm Lyin'»